# 陈铸 (乾道进士)
陈铸（?—?），字伯冶。台州临海人。

## 生平
乾道八年（1172年）进士。历官大理寺主簿、司农寺丞。嘉泰四年（1204年），知汀州。开禧元年十月十一日，以岁旱图献瑞禾，诏降一官。提举福建路常平茶事，真除工部郎中，终官朝散大夫。

## 家族
父陈举善。